# William Martin Murphy
William Martin Murphy (Castletownbere, 21 de noviembre de 1844 - Dublín, 25 de junio de 1919) fue un hombre de negocios, político y editor de prensa irlandés.
Educado en el Colegio Belvedere, cuando su padre, un contratista de la construcción, murió; se hizo cargo de la empresa familiar. Su visión para los negocios expandió el negocio, y construyó iglesias, escuelas y puentes en toda Irlanda, así como los ferrocarriles y tranvías en Gran Bretaña y África.
Fue elegido diputado por el Partido Nacionalista St Patrick's, Dublín, en 1885. Fue miembro de la agrupación the Bantry Band, un grupo de políticos que provenían de la zona de la bahía de Bantry. The Bantry Band fue apodada despectivamente también the Pope's brass band. Su miembro más famoso fue Tim Healy MP. También formó parte Timothy Michael Harrington, quien fuera alcalde de la ciudad de Dublín. 
Cuando el Partido Parlamentario Irlandés se dividió en 1890, Murphy se posicionó al lado de la mayoría en contra de Parnell. Pero Dublín se convirtió en un bastión de Parnell y en las elecciones generales de 1892 Murphy perdió su escaño frente al candidato de Parnellite, William Field. Hizo dos intentos de volver al Parlamento, en la circunscripción de Kerry South en 1895 y en la de Mayo North en el año 1900, pero ambos fueron infructuosos. 
En 1904 compró tres periódicos de Dublín y los sustituyó en 1905 con el Irish Independent. En 1906 fundó su dominical, el Sunday Independent. Ese año rehusó ser Caballero del Rey Eduardo VII. Enfrentó a los empleadores Dublín contra los sindicatos, dirigidos por James Larkin, de la oposición, que culminó en el lockout de 1913. Ello, junto con su crítica de la Home Rule le hizo extremadamente impopular en diversos sectores. 
Después del auge del Easter compró los edificios en ruinas en el Abbey Street, como sede de las oficinas de su periódico. Adquirió los grandes almacenes Clery, la Dublin United Tramways Company, y otros grandes negocios. 
Escribió el libro The Home Rule Act, publicado en 1914.
- Datos: Q333298
- Multimedia: William Martin Murphy / Q333298